# Lettre ouverte
Pour les articles homonymes, voir Lettre ouverte (homonymie).
Ne doit pas être confondu avec Pétition.
 (janvier 2017).
Si vous disposez d'ouvrages ou d'articles de référence ou si vous connaissez des sites web de qualité traitant du thème abordé ici, merci de compléter l'article en donnant les références utiles à sa vérifiabilité et en les liant à la section « Notes et références ».

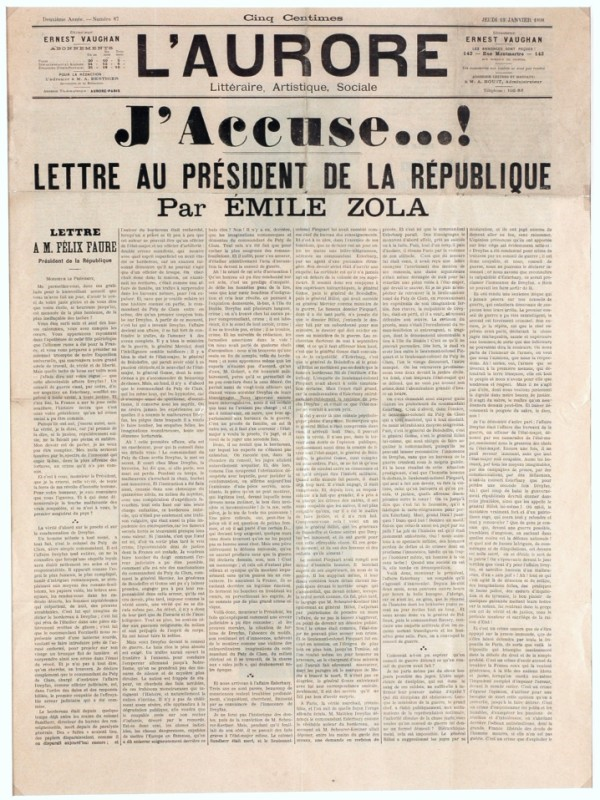
J'accuse… !, lettre ouverte d'Émile Zola passée à la postérité.

Une lettre ouverte est un texte souvent engagé qui, bien qu'adressé à une ou plusieurs personnes en particulier, est rendu public, afin d'être connu d'un plus large groupe. Pour ce faire, c'est le plus souvent la presse qui est utilisée comme média, mais une lettre ouverte peut également prendre la forme d'une publication à part entière, d'une affiche, d'une chanson (Le Déserteur), d'un tract, ou plus récemment être mise en ligne sur la Toile, etc.
Même si ce n'est pas nécessairement le cas, une copie de ce texte peut parallèlement être expédiée en privé par le système postal, à l'instar d'un courrier habituel. L'intérêt de cet envoi reste toutefois limité, le but d'une lettre ouverte étant moins d'obtenir une réponse de son destinataire, que de propager ses opinions auprès du public qui est averti. En effet, le ton adopté est généralement polémique, et la lettre ouverte se rapproche plus de l'article engagé, de l'éditorial ou du pamphlet, que de la lettre traditionnelle. On s'en éloigne encore lorsque le ou les destinataires ne sont pas désignés nommément, mais identifiés par une formulation du type « à tous ceux qui... ». Une lettre ouverte peut également être cosignée, s'apparentant alors à une pétition.
Les destinataires sont souvent des responsables politiques, mais on peut trouver des lettres ouvertes dans d'autres domaines, par exemple dans des revues scientifiques sur des questions d'éthique.
Certaines lettres ouvertes sont passées à la postérité, telles que le J'accuse…! rédigé par l'écrivain Émile Zola à l'intention du président de la République Félix Faure, et publié dans L'Aurore du 13 janvier 1898 : en pleine affaire Dreyfus, il y prend la défense de cet officier condamné pour haute trahison ou encore la lettre de Victor Hugo dans laquelle il dénonce la peine de mort en France, elle date de 1854.

## Distinction avec les lettres patentes
Dans l'ancien droit en France, la lettre patente est une forme de lettre ouverte : il s'agit d'un document officiel qui, en plus d'être envoyé par un gouvernement à l'un de ses administrés, peut aussi être lu par toute personne intéressée. Une lettre ouverte écrite par le pape est appelée lettre apostolique.